# Laura Podestà
Laura Podestà (Milán, 21 de abril de 1954 – 21 de diciembre de 2022) fue una nadadora de Italia que compitío en tres eventos en los Juegos Olímpicos de Múnich 1972.

## Biografía
Participó con 18 años en los Juegos Olímpicos de Múnich 1972 en la prueba de 100m libre donde terminó en séptimo lugar con un tiempo de 1'02"88, en la prueba de 4×100m libre formó equipo con Laura Gorgerino, Patrizia Lanfredini y Federica Stabilini, terminando en 7.º lugar con un tiempo de 4'10"70, y en la prueba 4x100m combinado junto a Alessandra Finesso, Patrizia Miserini y Donatella Talpo-Schiavon, terminó en 8.º lugar con un tiempo de 4'48"25.
También compitió en el campeonato Mundial de Natación de 1973 en Belgrado, donde en la prueba de 100m libre terminó en 8.º lugar con tiempo de 1'01"021, llegó a la final de los 4x100m libre con Laura Gorgerino, Patrizia Lanfredini, Novella Calligaris en la clasificación y Federica Stabilini en la final, terminando en séptimo lugar con un tiempo de 4'06"59, y también participó en el campeonato Europeo de Natación de 1970 en Barcelona.
Rompió el récord italiano en un periodo de cuatro años (de agosto 1973 a junio de 1977) de los 100m libre, mejorando la marca tres veces (de 1'01"4, 1'01"38, 1'01"36 a 1'01"02).